# Americká Samoa na letních olympijských hrách
Americká Samoa na letních olympijských hrách startovala celkem 10krát, poprvé na olympijských hrách v Soulu v roce 1988 a od té doby vyslala své sportovce na všechny následující letní olympiády. Za účast sportovců je zodpovědný Olympijský výbor Americké Samoy, založený roku 1987. Země stále nezískala žádnou olympijskou medaili.
Toto je přehled účastí, medailového zisku a vlajkonošů na dané sportovní události.

## Historie
Poprvé se Americká Samoa zúčastnila letních olympijských her v Soulu v roce 1988, kdy vyslala šest sportovců, kteří soutěžili v atletice, boxu, vzpírání a zápasu. V roce 1996 se poprvé účastnili jachtaři, v roce 2000 lukostřelci, v roce 2008 judisté a plavci.
Prvním vlajkonošem země byl na hrách 1988 boxer Maselino Masoe, který soutěžil ve welterové váze. První ženou z této tichomořské země, která se olympijských her zúčastnila, byla koulařka Lisa Misipeka. Medailových úspěchů se však nedočkali.

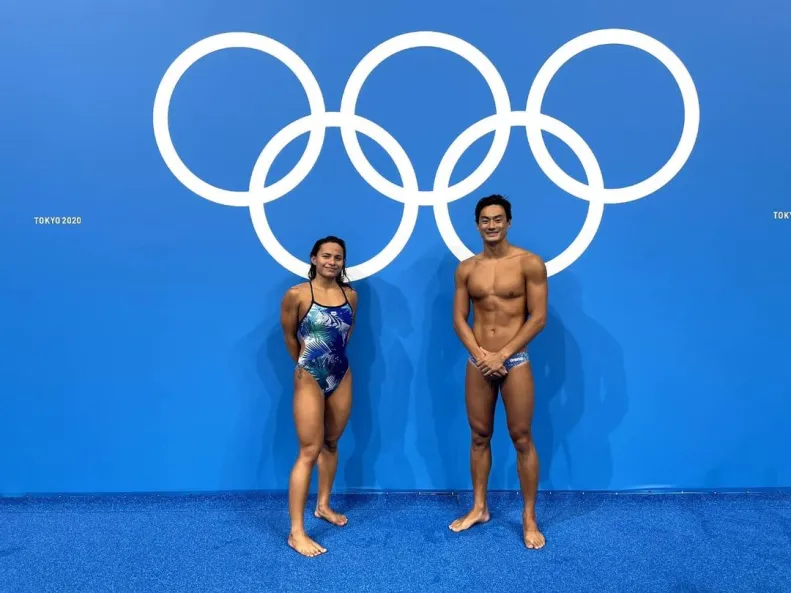
Plavkyně Tilali Scanlan (vlevo) a plavec Micah Masei (vpravo) na letních olympijských hrách 2020

## Přehled účastí
| Dějiště LOH            | LOH      | Vlajkonoš                                     | Účastníci | Zlatá medaile | Stříbrná medaile | Bronzová medaile | Celkem |
| ---------------------- | -------- | --------------------------------------------- | --------- | ------------- | ---------------- | ---------------- | ------ |
| 1988 Soul              | LOH 1988 | Maselino Masoe                                | 6         |               |                  |                  | 0      |
| 1992 Barcelona         | LOH 1992 |                                               | 3         |               |                  |                  | 0      |
| 1996 Atlanta           | LOH 1996 | Maselino Masoe                                | 7         |               |                  |                  | 0      |
| 2000 Sydney            | LOH 2000 | Lisa Misipeka                                 | 4         |               |                  |                  | 0      |
| 2004 Athény            | LOH 2004 | Lisa Misipeka                                 | 3         |               |                  |                  | 0      |
| 2008 Peking            | LOH 2008 | Silulu A'etonu                                | 4         |               |                  |                  | 0      |
| 2012 Londýn            | LOH 2012 | Ching Maou Wei                                | 5         |               |                  |                  | 0      |
| 2016 Rio de Janeiro    | LOH 2016 | Tanumafili Malietoa Jungblut                  | 4         |               |                  |                  | 0      |
| 2020 Tokio             | LOH 2020 | Tilali Scanlan a Tanumafili Malietoa Jungblut | 6         |               |                  |                  | 0      |
| 2024 Paříž             | LOH 2024 | Filomenaleonisa Iakopová a Micah Masei        | 2         |               |                  |                  | 0      |
| Celkem                 | 10       |                                               |           | 0             | 0                | 0                | 0      |
| Zdroj na Olympedia.org |          |                                               |           |               |                  |                  |        |